# Xã Vernon, Quận Washington, Indiana
Xã Vernon (tiếng Anh: Vernon Township) là một xã thuộc quận Washington, tiểu bang Indiana, Hoa Kỳ. Năm 2010, dân số của xã này là 669 người.